# جامبوروتوگودا
جامبوروتوگودا (به لاتین: Jamburutugoda) یک منطقهٔ مسکونی در سری‌لانکا است که در استان جنوبی (سری‌لانکا) واقع شده‌است.